# 中国荒诞文学
中国荒诞文学是中华人民共和国一个文学流派。

## 风格
中国荒诞文学长于使用比喻、象征等艺术手法，用时空错位等表达作者的思想，例如，古人讲现代语言，现代物品出现在古代，具有荒诞性和喜剧效果。

## 影响
中国荒诞文学影响了先锋派作家群体，包括余华、莫言、马原等。

## 代表人物
- 王蒙，《活动变人形》
- 魏明伦，《潘金莲》
- 狂狷，《五行山下》
- 高行健，《灵山》
- 王朔，《千万别把我当人》
- 王小波，《绿毛水妖》
- 洪峰，《戏剧时代》